# Lars Bukdahl
Lars Bukdahl (* 14. srpna 1968 Risskov) je dánský básník a literární kritik. Je synem socioložky Lisy Togebyové a filozofa Jørgena K. Bukdahla.

## Životopis
Studoval na Aarhus Katedralskole. V roce 1994 získal titul z filozofie a srovnávací literatury na Kodaňské univerzitě a grant od Statens Kunstfond. Od roku 1996 pracoval jako recenzent pro Weekendavisen. Také vyučoval na kodaňské univerzitě a na Forfatterskolen. Publikoval v Hvedekorn, Den Blå Port, Passage a Øverste Kirurgiske. Od roku 2008 je literárním redaktorem ve Hvedekorn.

## Dílo
- Readymade! : stævnemøder og moderne digte, 1987 (básně)
- Guldhornene, Borgen, 1988 (román)
- Mestertyvenes tid, Borgen, 1989 (básně)
- Kys mig, Borgen, 1990 (básně)
- Brat Amerika, Borgen, 1990 (román)
- Skyer på græs, Borgen, 1991 (básně)
- Spiller boccia med kongen, Borgen, 1994 (básně)
- Næseblod i Sofus City, Borgen, 1996 (básně)
- Rimses den ene og Remses den anden, Borgen, 1997 (básně)
- 116 chok for sheiken, Borgen, 2001 (básně)
- Generationsmaskinen. Dansk litteratur som yngst 1990-2004, Borgen, 2004 (kritika)
- GO-GO! Readymade 2-3, Borgen, 2006 (básně)